# Steven Millhauser
Steven Millhauser (New York, 3 agosto 1943) è uno scrittore statunitense, vincitore del premio Pulitzer nel 1997 per Martin Dressler: il racconto di un sognatore americano.

## Biografia
Nato a New York nel 1943, ha esordito nel 1972 con il romanzo Edwin Mullhouse. Vita e morte di uno scrittore americano, vincitore del Prix Médicis in Francia per la migliore opera straniera. 
Sono seguiti numerosi romanzi e raccolte di racconti culminate con l'assegnazione del Premio Pulitzer nel 1997 per Martin Dressler: il racconto di un sognatore americano. 
Dal suo racconto breve Eisenheim the illusionist è stato tratto il film The Illusionist - L'illusionista.
Vincitore nel 2011 dell Premio The Story per la raccolta di racconti We Others: New and Selected Stories, ha insegnato letteratura inglese presso lo Skidmore College di Saratoga Springs, New York fino al 2017.

## Opere
- Edwin Mullhouse. Vita e morte di uno scrittore americano (Edwin Mullhouse, 1972). Ed. italiana Fanucci, 2005
- Portrait of a Romantic (1977)
- In the Penny Arcade (1986)
- From the Realm of Morpheus (1986)
- L'illusionista: racconto (all'interno di The Barnum Museum, 1990), Fanucci, 2007
- La principessa, il nano e la segreta del castello (Little Kingdoms, 1993), Einaudi, 1995
- Martin Dressler: il racconto di un sognatore americano (Martin Dressler: The Tale of an American Dreamer, 1996), Fanucci, 2004
- The Knife Thrower and Other Stories|The Knife Thrower (1998)
- Enchanted Night (1999)
- The King in the Tree (2003)
- Dangerous Laughter: Thirteen Stories (2008)
- We Others: New and Selected Stories (2011)
- Voices in the Night (2015)